# Гандацоло (Болоња)
Гандацоло (итал. Gandazzolo) је насеље у Италији у округу Болоња, региону Емилија-Ромања.
Према процени из 2011. у насељу је живело 15 становника. Насеље се налази на надморској висини од 6 м.